# 尹毓恪
尹毓恪（1999年10月2日—），出生于黑龙江省绥化市，中国大陆男歌手，《2017快乐男声》全国总决赛季军。
尹毓恪初中時在哈尔滨的中學就讀，後被北京中央音乐学院附中声乐系錄取。2017年3月，獲美国伯克利音乐学院作曲系錄取。2019年，先后参与录制湖南卫视《声入人心》第二季以及江苏卫视《蒙面唱将猜猜猜》第四季。他也參加了《2021中國好聲音》，是那英戰隊學員，但未能入選成爲戰隊六強。

## 音樂作品

### 錄音室專輯
| 專輯名稱     | 發行日期       |
| ------------ | -------------- |
| 浴室與太平洋 | 2018年12月27日 |

### 單曲
| 單曲       | 年份           | 所屬專輯     |
| ---------- | -------------- | ------------ |
| 人間慢步   | 2018年8月8日   | 浴室與太平洋 |
| 少年的銀河 | 2018年8月28日  | 浴室與太平洋 |
| 無限留白   | 2018年9月19日  | 浴室與太平洋 |
| 高明的悲劇 | 2018年12月20日 | 浴室與太平洋 |
| 虛言       | 2018年12月24日 | 浴室與太平洋 |
| 20         | 2018年12月26日 | 浴室與太平洋 |